# Thỏ

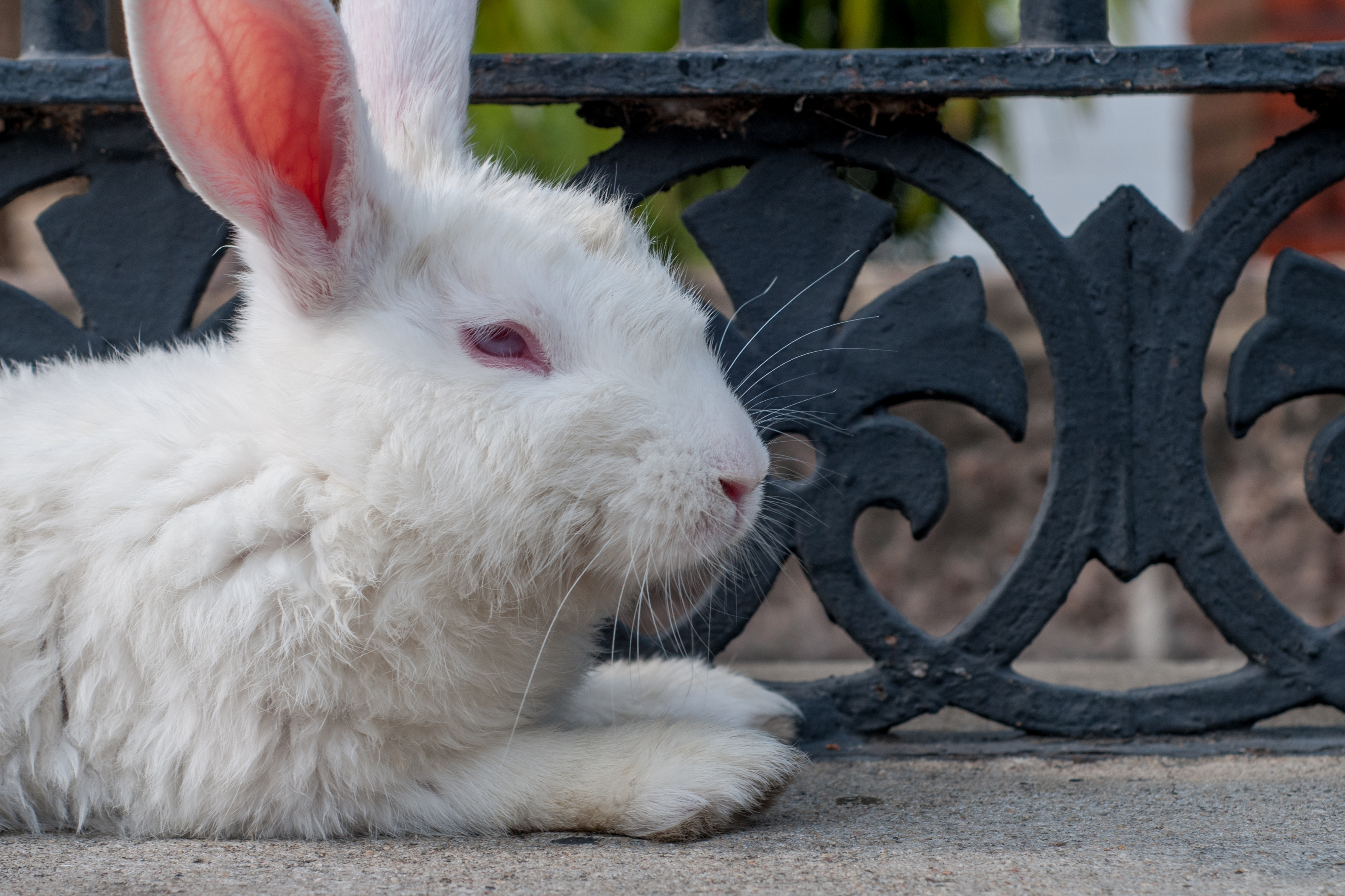
Thỏ trắng

Thỏ là một loài động vật có vú nhỏ được xếp vào họ Leporidae thuộc bộ Lagomorpha, sinh sống ở nhiều nơi trên thế giới. Thỏ được phân loại thành bảy loại, điển hình như thỏ rừng châu Âu (Oryctolagus cuniculus), thỏ đuôi bông (giống Sylvilagus; 13 loài), thỏ Amami (Pentalagus furnessi, 1 loài thỏ quý hiếm ở Nhật Bản). Còn nhiều loài thỏ khác trên thế giới; thỏ đuôi bông, thỏ cộc và thỏ rừng được xếp vào bộ Lagomorpha. Tuổi thọ của thỏ từ 4 tới 10 năm, thời kỳ mang thai khoảng 30 ngày.

## Tên gọi
Thỏ thường được biết đến một cách trìu mến với tên vật nuôi ở nhà hoặc, đặc biệt khi ám chỉ thỏ con đã thuần hóa. Trước đây, từ để chỉ thỏ trưởng thành là "coney" hoặc "cony", trong khi "rabbit" để chỉ thỏ con. Từ "coney" bị bỏ đi khi một thuật ngữ dùng cho động vật sau khi chúng được kết nạp vào thế kỷ XVIII vì đồng nghĩa với từ "cunt", theo nghĩa rộng thì thiếu tế nhị. Mới đây, thuật ngữ "kit" hoặc "kitten" được dùng để chỉ thỏ con. Thỏ con được gọi là "leveret" và thuật ngữ này đôi khi không được áp dụng chính thức cho thỏ con. Thỏ đực gọi là "buck" và thỏ cái được gọi là "doe".

## Phân loại
Các loài thỏ trước đây được xếp vào Bộ gặm nhấm (Rodentia), nhưng đến năm 1912 chúng được xếp lại vào Bộ Thỏ (Lagomorpha). Dưới đây là một số chi và loài của thỏ.

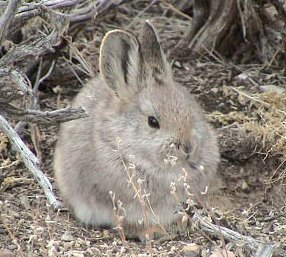
Brachylagus Idahoensis Thỏ lùn
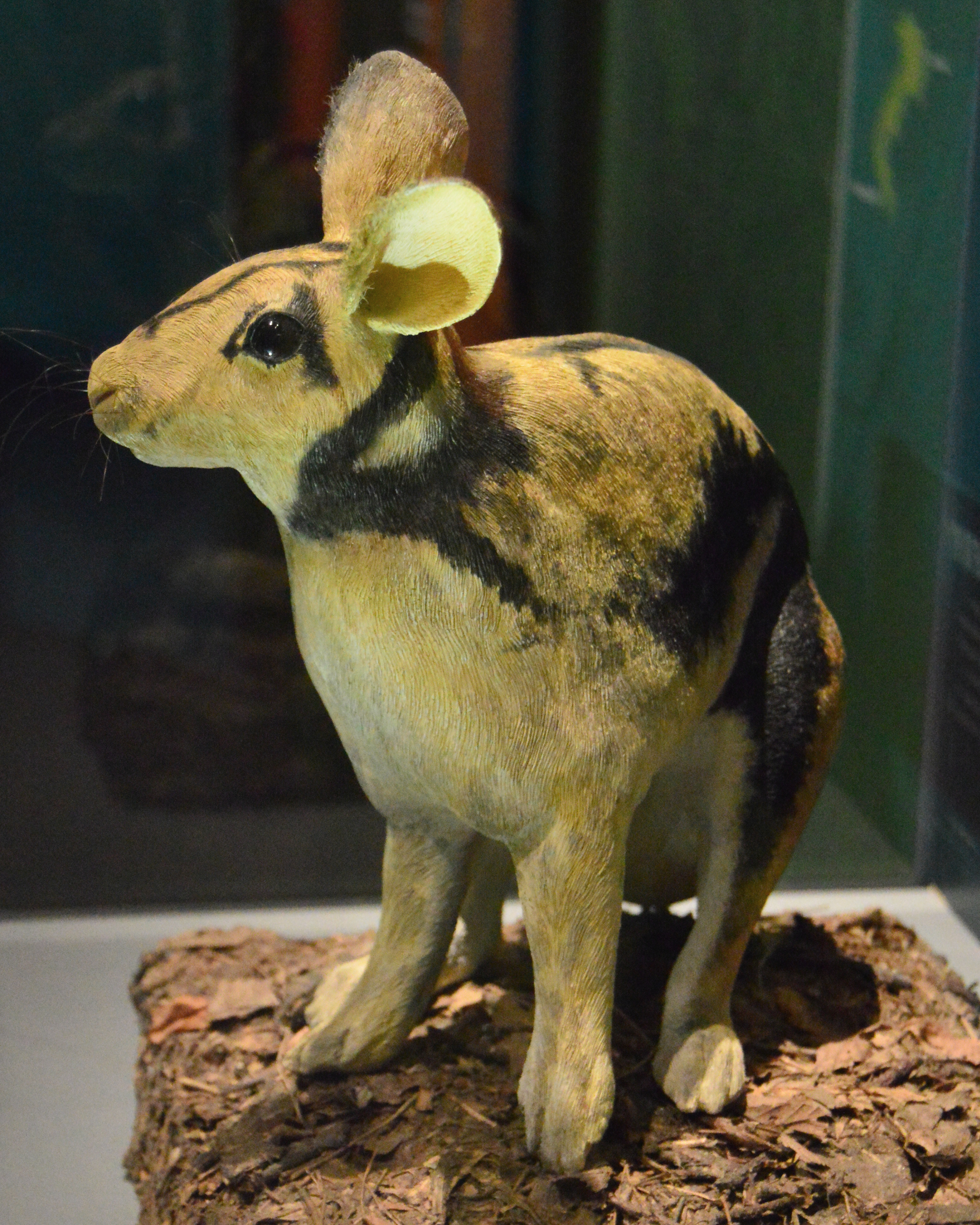
Nesolagus netscheri Thỏ vằn Sumatra (Model)
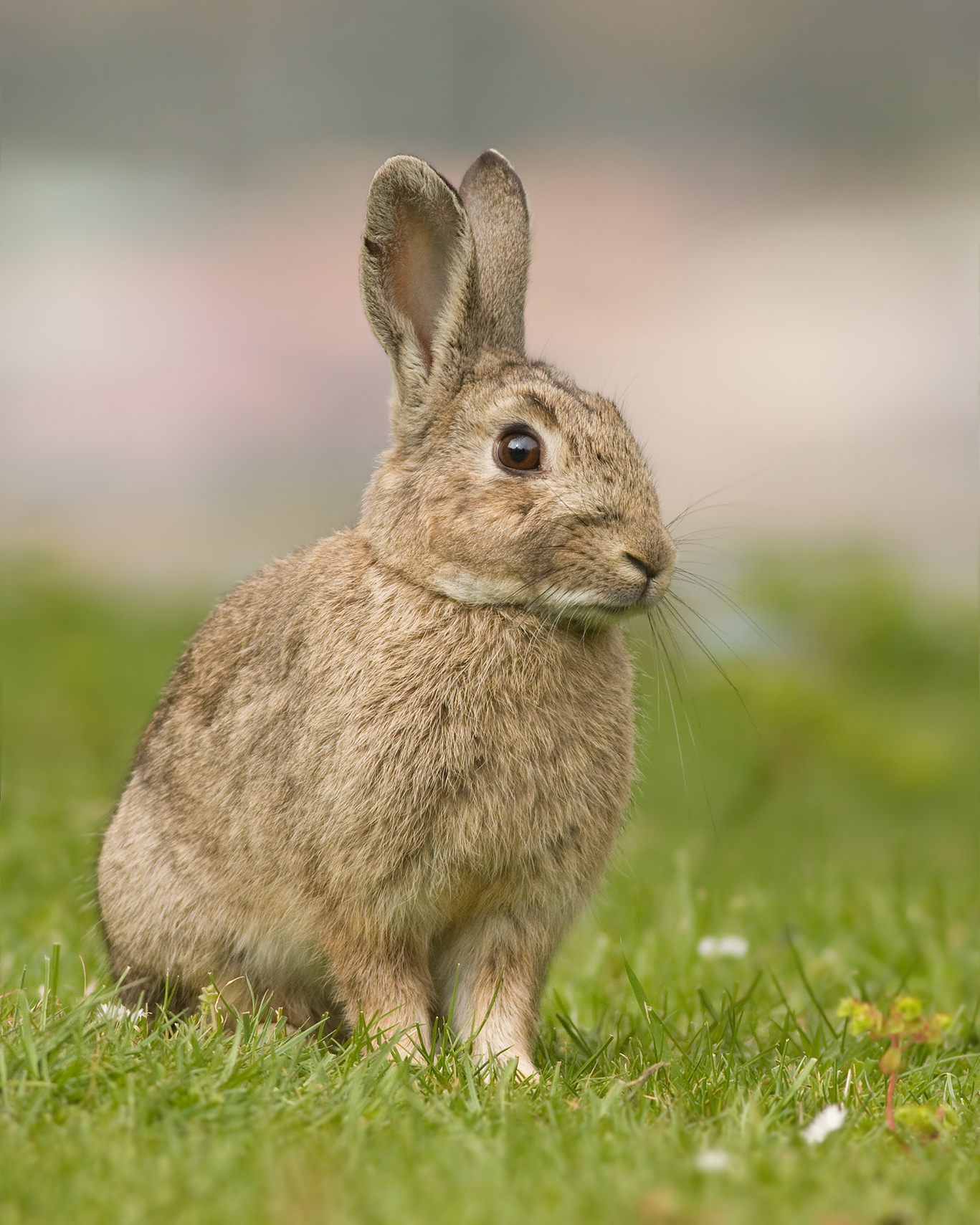
Oryctolagus cuniculus Thỏ era (Feral Tasmanian specimen)
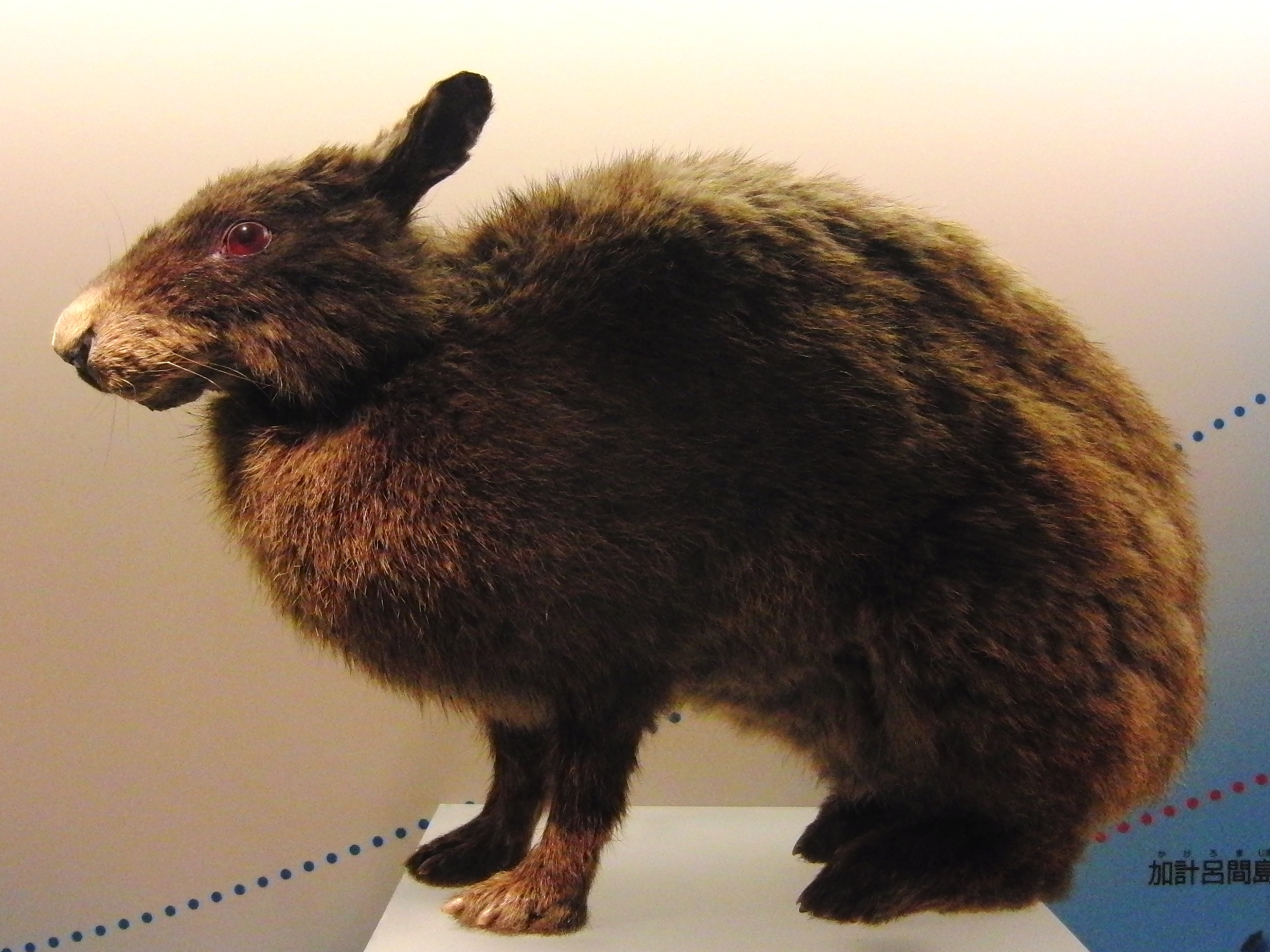
Pentalagus furnessi Thỏ Amami (Taxidermy specimen)
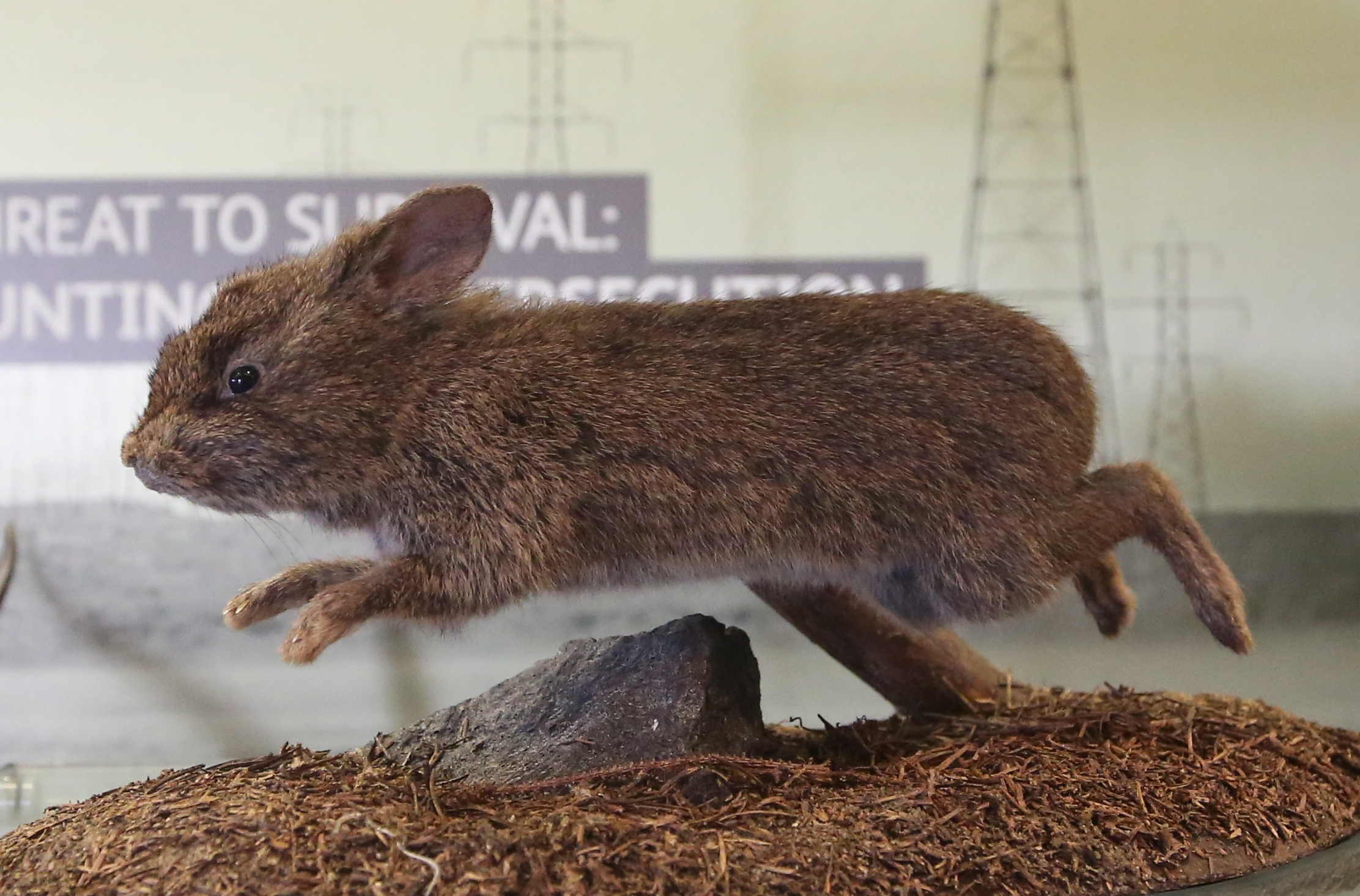
Romerolagus diazi Thỏ núi lửa (Taxidermy specimen)

- Sylvilagus aquaticus
Thỏ đầm lầy
(Juvenile)
- Sylvilagus audubonii
Thỏ đuôi bông sa mạc
- Sylvilagus bachmani
Thỏ bụi rậm
- Sylvilagus brasiliensis
Tapeti
(Taxidermy specimen)
- Sylvilagus palustris
hefneri
Lower Keys
Thỏ đồng lầy

Bộ Lagomorpha

    Họ Leporidae

- Chi Brachylagus
  - Thỏ lùn, Brachylagus idahoensis
- Chi Bunolagus
  - Thỏ sông, Bunolagus monticularis

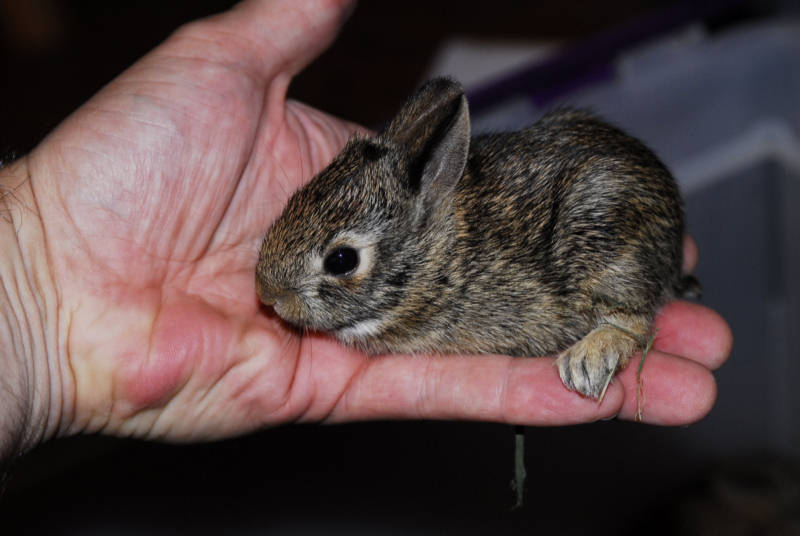
Sylvilagus aquaticus Thỏ đầm lầy (Juvenile)
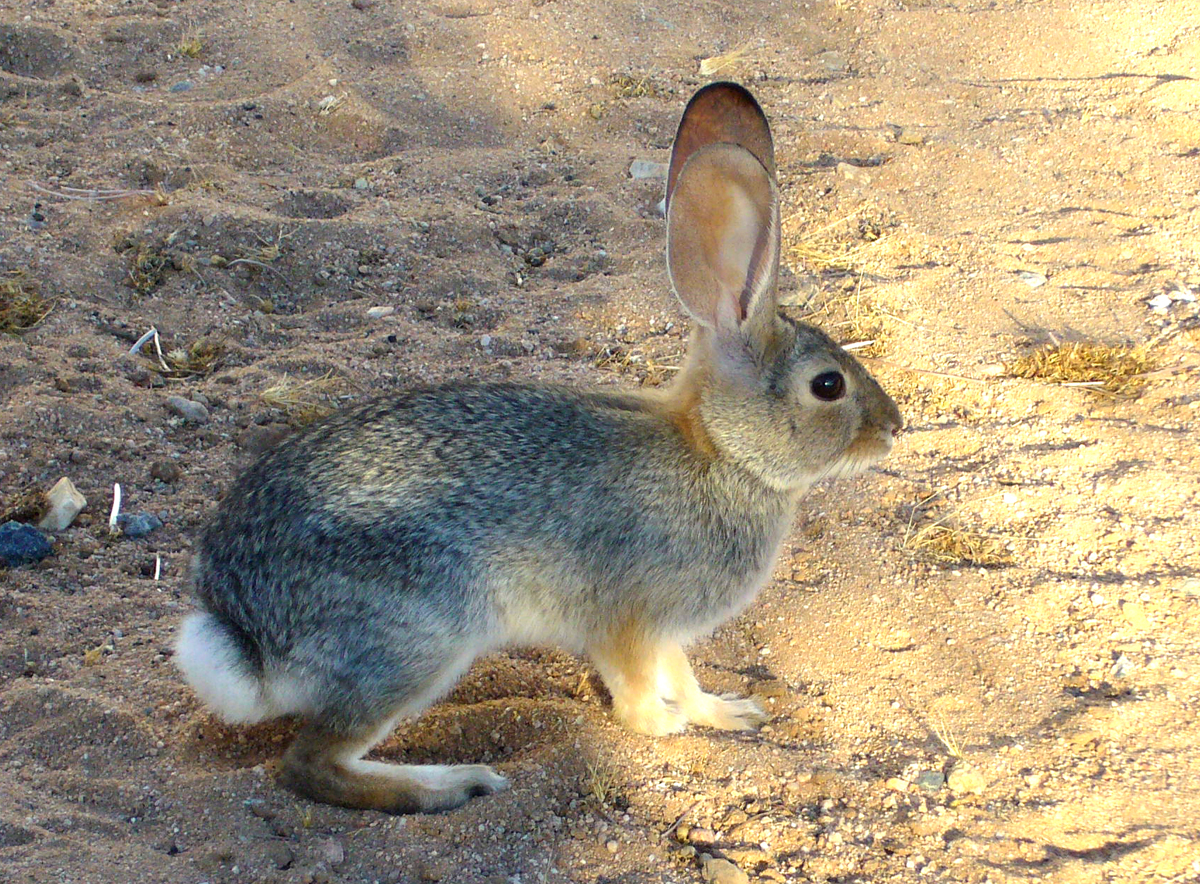
Sylvilagus audubonii Thỏ đuôi bông sa mạc
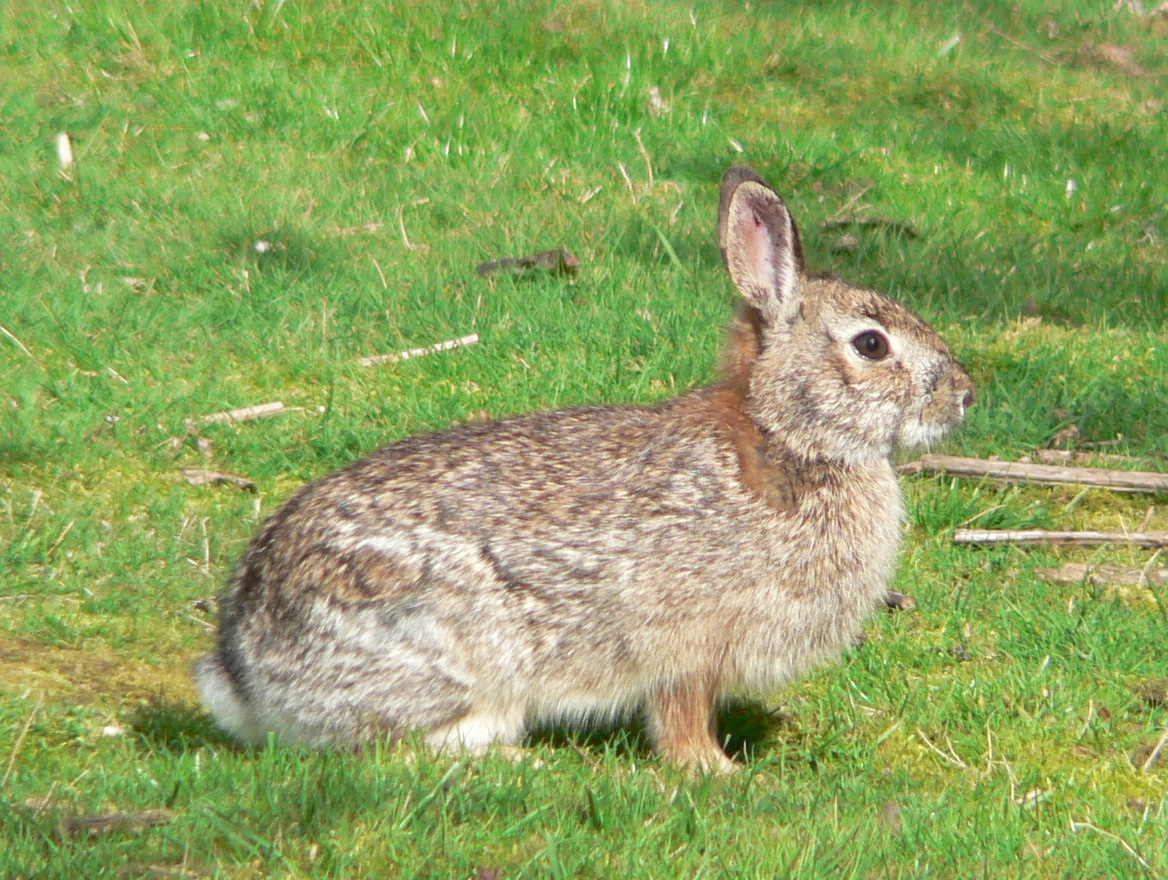
Sylvilagus bachmani Thỏ bụi rậm
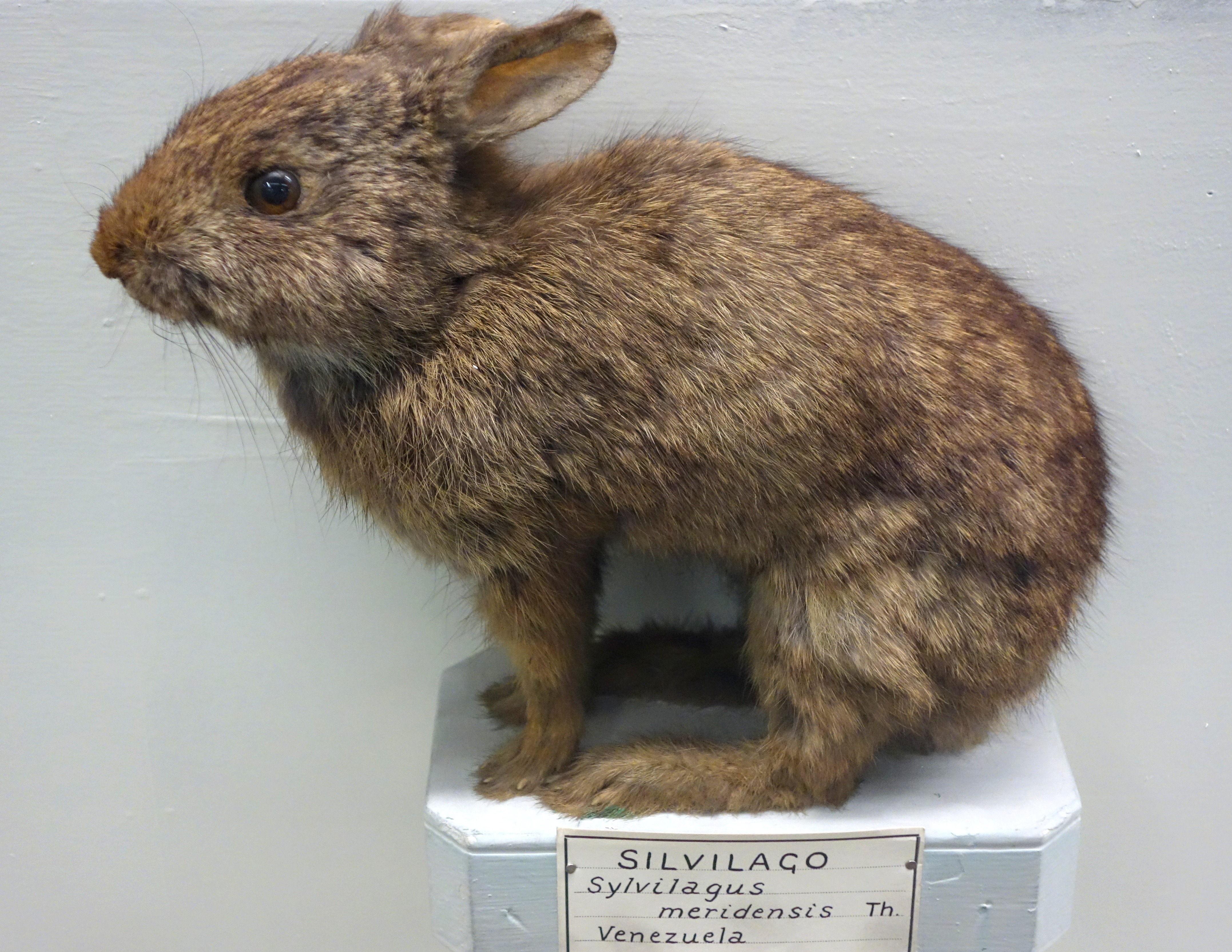
Sylvilagus brasiliensis Tapeti (Taxidermy specimen)
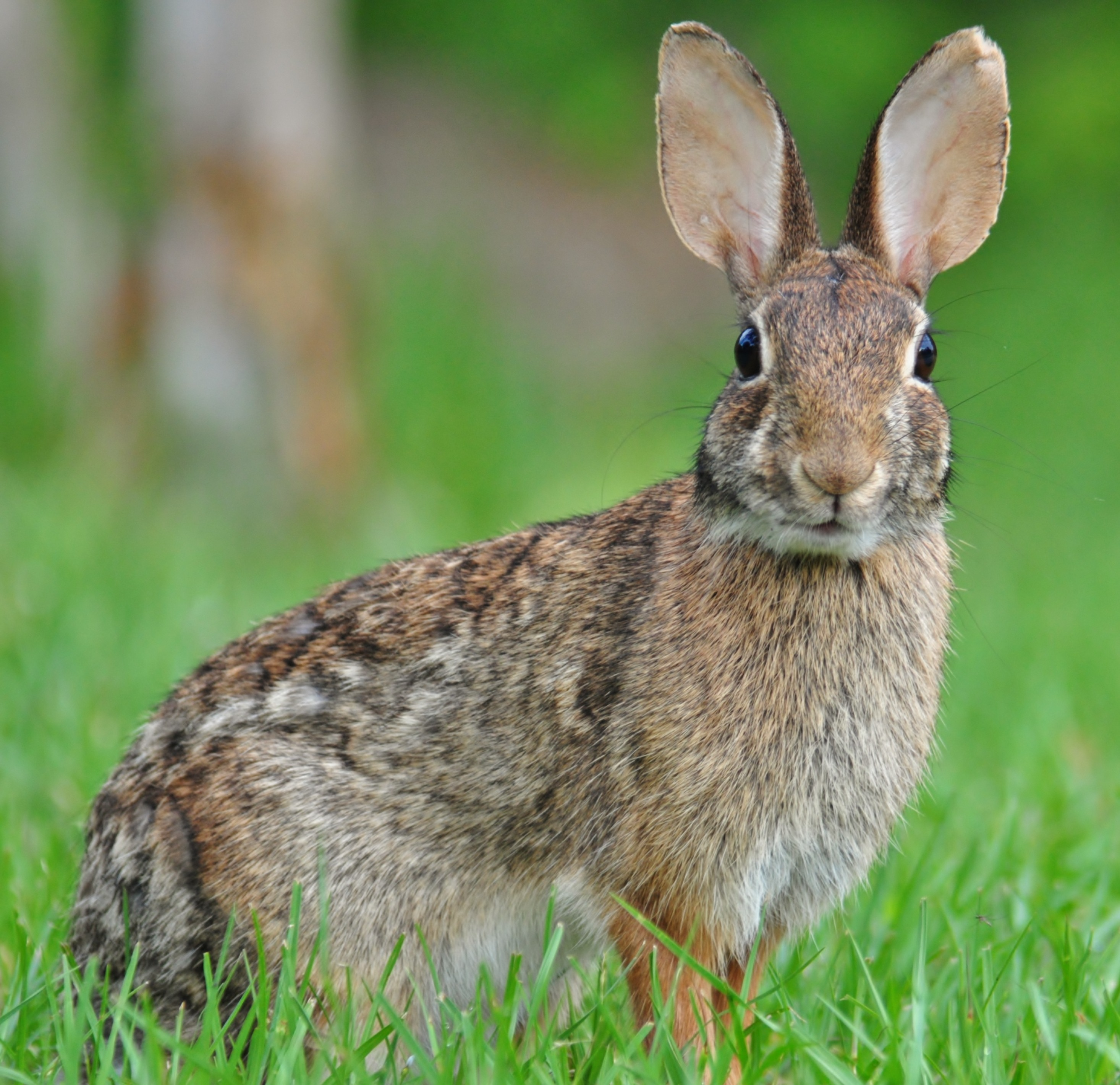
Sylvilagus palustris hefneri Lower Keys Thỏ đồng lầy

- Chi Lepus ← LƯU Ý: Chi này chỉ thỏ rừng
- Chi Nesolagus
  - Thỏ vằn Sumatra, Nesolagus netscheri
  - Thỏ vằn Trường Sơn, Nesolagus timminsi
- Chi Oryctolagus
  - Thỏ châu Âu, Oryctolagus cuniculus
- Chi Pentalagus
  - Thỏ Amami, Pentalagus furnessi
- Chi Poelagus
  - Thỏ Bunyoro, Poelagus marjorita
- Chi Prolagidae ← LƯU Ý: Chi này đã tuyệt chủng.
- Chi Romerolagus
  - Thỏ núi lửa, Romerolagus diazi
- Chi Sylvilagus
  - Thỏ đầm lầy, Sylvilagus aquaticus
  - Thỏ đuôi bông sa mạc, Sylvilagus audubonii
  - Thỏ bụi rậm, Sylvilagus bachmani
  - Thỏ rừng đuôi bông, Sylvilagus brasiliensis
  - Thỏ đuôi bông Mexico, Sylvilagus cunicularis
  - Thỏ đuôi bông Dice, Sylvilagus dicei
  - Thỏ đuôi bông Bắc Mĩ, Sylvilagus floridanus
  - Thỏ đảo Tres Marias, Sylvilagus graysoni
  - Thỏ đuôi bông Omilteme, Sylvilagus insonus
  - Thỏ bụi rậm San Jose, Sylvilagus mansuetus
  - Thỏ đuôi bông núi, Sylvilagus nuttallii
  - Thỏ đồng lầy, Sylvilagus palustris
  - Thỏ đuôi bông New England, Sylvilagus transitionalis

Họ Ochtonidae
- Chi Ochoronidae ← LƯU Ý: Chi này chỉ thỏ cộc

### Phân biệt với thỏ rừng
Thỏ nhà yếu hơn thỏ rừng và khi mới sinh ra thì không có lông và không mở mắt. Còn thỏ rừng khi sinh ra thì nói chung đã có thể mở mắt và mọc lông khá đầy đủ. Thỏ nhà sống trong các hang dưới đất (trừ thỏ đuôi bông) trong khi thỏ rừng lại làm tổ trên mặt đất và không sống thành đàn (bao gồm thỏ đuôi bông). Ngoài ra, thỏ rừng lớn hơn thỏ nhà, tai cũng dài hơn và bộ lông có đốm đen. Thỏ rừng không được thuần hóa trong khi thỏ nhà được xem như thú nuôi. Nếu được thả trong vườn, thỏ nhà sống trong những cái chuồng nhỏ bằng sắt để tránh những con thú khác.

## Đặc điểm sinh học

### Hình thái học
Do tốc độ và sự lanh lợi là công cụ phòng thủ của thỏ trước kẻ săn mồi, thỏ có xương chi sau to và hệ cơ phát triển. Thỏ đứng trên gan bàn chân khi nghỉ ngơi và đứng bằng đầu ngón khi chạy. Thỏ dùng vuốt để đào đất và (cùng với bộ răng) để phòng thủ. Mỗi chân trước thỏ có 4 ngón và một móng huyền. Mỗi chân sau thỏ có 4 ngón nhưng không có móng huyền.

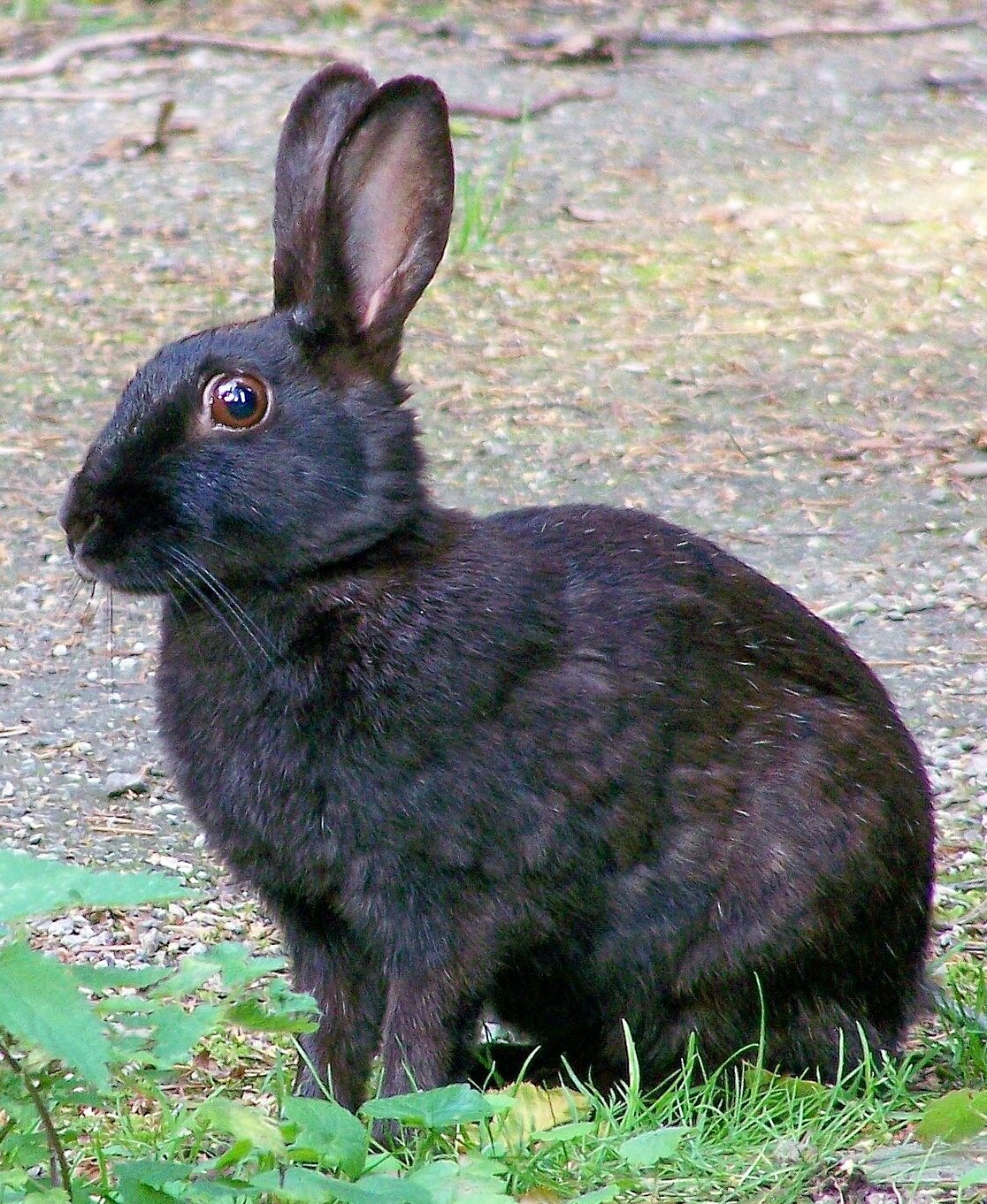

Phần lớn thỏ hoang có cơ thể tương đối gần với hình quả trứng. Bộ lông thỏ hoang có nhiều màu khác nhau trên cùng một sợi, với mục đích là để nguỵ trang. Đuôi thỏ (trừ Thỏ đuôi bông) có màu đen phía trên và màu trắng phía dưới. Thỏ đuôi bông có màu trắng phía trên đuôi.
Do vị trí của mắt thỏ trên hộp sọ, thỏ có tầm nhìn gần 360 độ, trừ một điểm mù phía đầu mũi.

### Chi sau
Giải phẫu chi sau của thỏ giống về cấu trúc với các loài thú ở cạn và góp phần vào sự đặc biệt của chuyển động của thỏ. Các xương của chi sau thỏ bao gồm các xương dài(xương đùi, xương chày, xương mác, xương ngón chân) cũng như xương ngắn (xương cổ chân). Các xương này được tạo nên qua sự hoá xương nội tiết trong quá trình phát triển. Giống như các loài thú ở cạn, phần đầu tròn của xương đùi thỏ được nối bằng khớp với đĩa nhau của khớp háng. Xương đùi thỏ cũng được nối bằng khớp với xương chày, chứ không phải xương mác - được hợp nhất với xương chày. Xương chày và xương mác lại được nối bằng khớp với xương cổ chân của bàn chân. Chi sau của thỏ dài hơn chi trước. Điều này giúp thỏ có thể di chuyển bằng cách giống như nhảy lò cò. Chi sau dài hơn còn làm cho tốc độ chuyển động của thỏ lớn hơn. Thỏ rừng, với chi sau dài hơn thỏ đuôi bông có thể di chuyển nhanh hơn đáng kể. Thỏ chỉ đứng trên các ngón chân khi di chuyển. Các ngón chân dài của chi sau cho phép thỏ thực hiện điều này và thỏ còn có màng chân để ngăn sự dang chân khi nhảy liên tục. Thỏ không có đệm thịt như các loài đứng trên đầu ngón chân khi di chuyển. Thay vào đó, chúng có lông thô được nén lại để bảo vệ chân.

#### Hệ cơ
Thỏ có chi sau cơ bắp cho phép nó có sức lực, sự linh hoạt và tốc độ tối đa và nó được chia thành 3 phần: bắp đùi, cẳng chân và bản chân. Chi sau thỏ là một nét đặc trưng vượt quá mức bình thường, nó dài hơn nhiều so với chi trước và đem lại sức lực lớn hơn. Thỏ chạy trên ngón chân để có bước dài thích hợp nhất trong khi chuyển động. Lực gây ra bởi chi sau được cung cấp bởi cấu trúc hợp nhất giữa xương mác, xương chày và cơ bắp. Sự hình thành và thay thế xương, đứng trên quan điểm tế bào, có tương quan trực tiếp với các cơ của chi sau. Hành động gây áp lực lên cơ để tạo ra lực sau đó được phân bổ cho bộ xương. Các con thỏ nếu tác dụng lực kém hơn, gây áp lực lên xương ít hơn thường có thiên hướng bị loãng xương do hiện tượng rút khí của xương. Ở thỏ, nếu cơ càng có nhiều sợi thì sức chịu đựng càng lớn hơn. Ví dụ, thỏ rừng có sức chống chịu lớn hơn thỏ đuôi bông. Hệ cơ của chi sau thỏ được phân thành 4 loại chính: cơ kheo, cơ bốn đầu, . Cơ kheo có nhiệm vụ tạo lực khi nhảy.

### Tai
Trong các loài thuộc Bộ Thỏ, tai được dùng để phát hiện và đề phòng kẻ săn mồi. Trong các loài thuộc Họ Thỏ, chiều dọc của tai thường dài hơn chiều ngang. Ví dụ, ở loài Thỏ tai to đuôi đen, đôi tai dài của chúng chiếm tỉ lệ đối với cơ thể ngoài lớn hơn bình thường, từ đó cho phép chúng phát hiện kẻ thù từ rất xa. Ở thỏ đuôi bông thì ngược lại, tai của chúng nhỏ và ngắn hơn, yêu cầu kẻ thù đến gần hơn mới phát hiện được trước khi chúng chạy trốn. Sự tiến hoá làm cho thỏ ở vùng ôn đới có tai ngắn hơn giúp chúng không bị mất nhiệt. Điều ngược lại thể hiện ở thỏ ở xứ nóng, chúng có tai dài giúp tản nhiệt cùng với một lí thuyết cho rằng âm thanh không lan truyền tốt trong không khí khô, ngược lại đối với không khí mát hơn. Do đó, đôi tai dài giúp thỏ phát hiện kẻ thù sớm hơn ở nhiệt độ ấm hơn. Thỏ nhà được phân biệt bởi đôi tai ngắn hơn trong khi thỏ rừng có đôi tai dài hơn. Tai thỏ là cấu trúc quan trọng dùng trong điều hoà thân nhiệt và phát hiện kẻ thù tuỳ thuộc vào 3 phần tai trong, tai giữa, tai ngoài tương tác với nhau như thế nào. Cơ tai thỏ được dùng để giữ thăng bằng di chuyển trong khi chạy trốn kẻ thù.

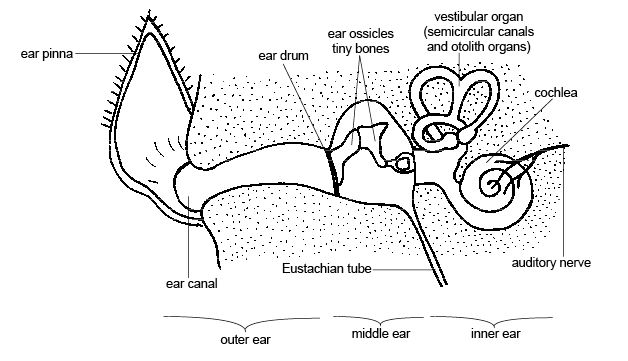
Giải phẫu tai thú

#### Tai ngoài
Vành tai chính là tai ngoài của thỏ. Vành tai thỏ được cấu tạo hợp lí đối với phần cơ thể bên ngoài. Một lí thuyết cho rằng tai thỏ có nhiệm vụ phân tán nhiệt khi nhiệt độ vượt quá 30 độ C, do đó thỏ sống ở khí hậu ấm hơn có tai dài hơn. Một lí thuyết khác cho rằng tai thỏ là cơ quan tiếp nhận sốc, được dùng để giữ cân bằng tầm nhìn cho thỏ khi chạy trốn trước kẻ săn mồi, nhưng điều này chỉ được thấy ở thỏ rừng. Phần còn lại của tai ngoài là một ống cong dẫn tới màng nhĩ.

#### Tai giữa
Tai giữa của thỏ được lấp đầy bởi 3 xương gọi là chuỗi xương tai và được ngăn cách bởi màng nhĩ ngoài nằm ở mặt sau của hộp sọ. 3 xương này được đặt tên là xương búa, xương đe và xương bàn đạp có tác dụng làm giảm âm thanh khi nó tiếp cận tai trong. Nói chung, chuỗi xương tai hoạt động như một hàng rào trước tai trong đối với năng lượng âm thanh.

#### Tai trong
Dịch ở tai trong thỏ hay còn gọi là nội dịch thu nhận năng lượng âm thanh. Sau khi âm thanh được nội dịch thu nhận, bên trong tai trong thỏ còn có hoạt động ở hai phần: ốc tai sử dụng sóng âm truyền qua từ chuỗi xương tai và tiền đình xương quản lí tư thế của thỏ trong khi thỏ chuyển động. Bên trong ốc tai có màng cơ sở chứa cấu trúc sợi cảm thụ đưa tín hiệu thần kinh về não nên thỏ có thể nhận diện nhiều dạng tần số âm khác nhau. Bên trong tiền đình có ống bán khuyên giúp thỏ cảm nhận được chuyển động tròn.

### Cơ chế điều hoà thân nhiệt
Điều hoà thân nhiệt là quá trình chúng dùng để bảo đảm ổn định nhiệt độ cơ thể sao cho thích hợp nhất độc lập với điều kiện bên ngoài. Nhiệt độ cơ thể bình thường của thỏ vào khoảng 38,5 đến 40 độ C. Nếu cơ thể vượt quá hay kém hơn nhiệt độ ấy, thỏ sẽ quay về quá trình cân bằng nội môi.

### Hệ hô hấp
Khoang mũi của thỏ nằm ở mặt lưng so với khoang miệng và chúng được ngăn cách bởi vòm miệng cứng và mềm. Khoang mũi lại được phân thành hai phần trái phải bởi một rào sụn, và nó được bao bọc bởi lông mũi để ngăn chặn bụi xâm nhập vào bộ máy hô hấp. Khi thỏ thở, không khí đi vào lỗ mũi dọc theo cánh mũi. Từ đây, không khí di chuyển tới khoang mũi, xuống khí quản, qua thanh quản và vào phổi. Thanh quản hoạt động như cơ quan phát ra âm thanh của thỏ, cho phép nó phát ra nhiều dạng âm thanh khác nhau. Khí quản là một ống dài được bao bởi các vòng sụn để ngăn ống này không bị phá vỡ khi khí ra vào phổi. Đoạn cuối khí quản được tách ra để nối với hai phế quản, nơi mà gặp phổi ở một cơ quan gọi là cuống phổi. Từ cuống phổi, phế quản chia luỹ tiến ra thành rất nhiều nhánh hẹp. Cách nhánh phổi dẫn đến các tiểu phế quản và kết thúc ở một ống dẫn như lỗ tổ ong. Các nhánh phổi được thấy trong phổi thỏ là một ví dụ rõ ràng của sự phân nhánh đơn thân, trong đó các nhánh phổi nhỏ phân chia theo chiều ngang từ một nhánh lớn trung tâm.
Thỏ phần lớn thở bằng mũi vì nắp thanh quản được gắn ở mặt ngoài lưng cùng của vòm miệng mềm. Bên trong khoang miệng, một lớp mô nằm phía trên cửa thanh môn, nó khoá dòng khí từ khoang miệng vào khí quản. Vai trò của nắp thanh quản là ngăn chặn việc thỏ hít phải thức ăn của nó. Hơn thế nữa, vòm miệng cứng và mềm tạo điều kiện cho thỏ thở bằng mũi khi nó đang ăn.

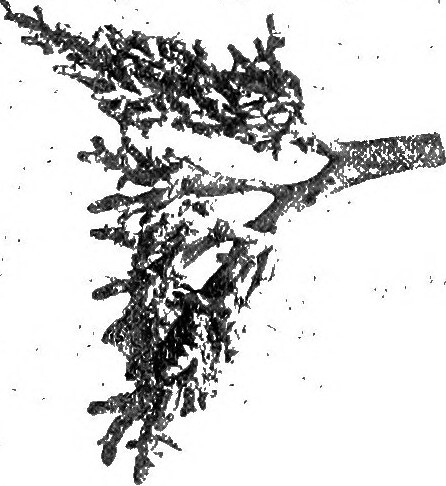
Sự phân nhánh đơn thân được quan sát từ phần phổi bị cắt ra của thỏ

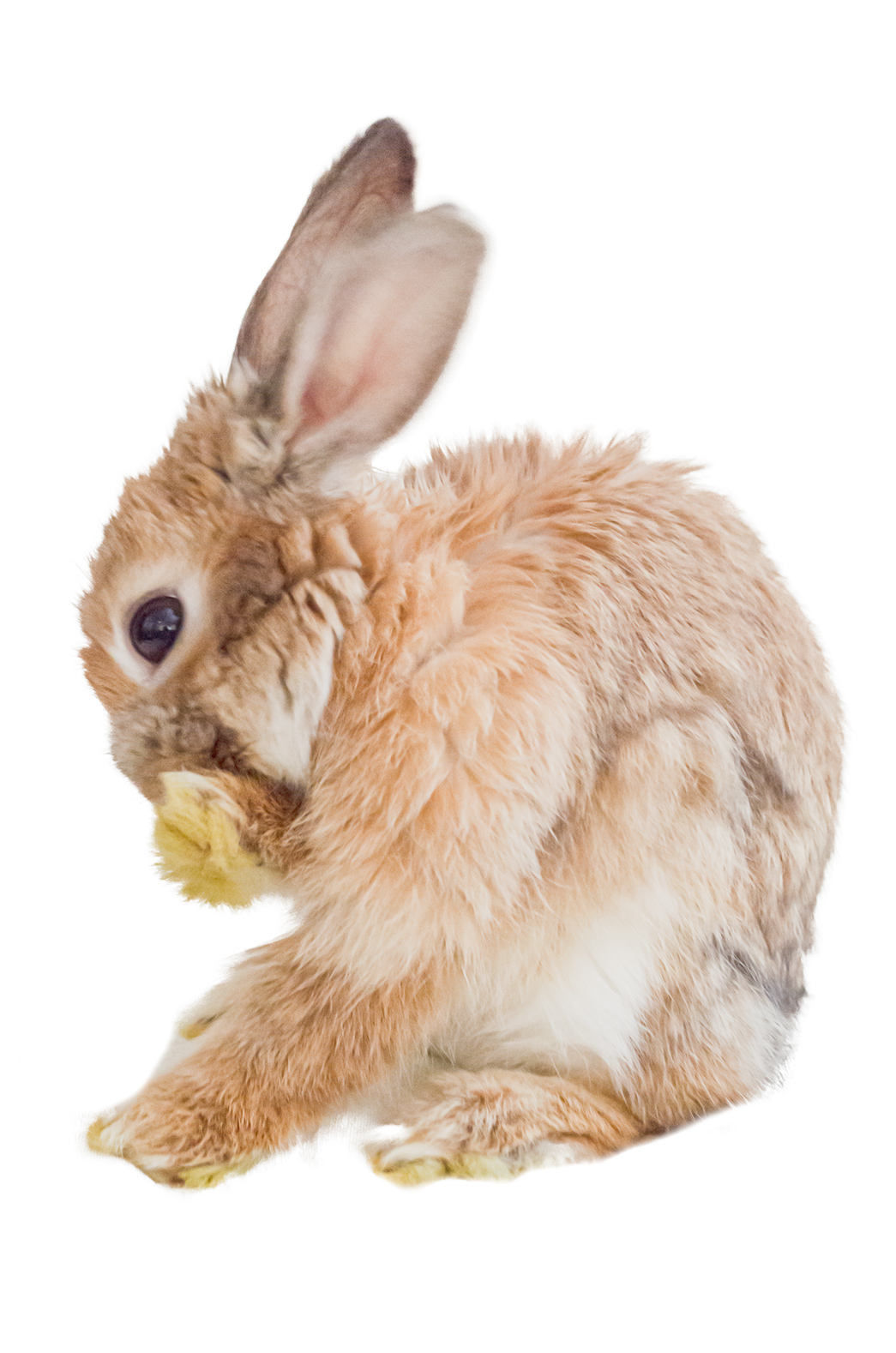
Một con thỏ nhà đang chải chuốt

Phổi thỏ được chia làm bốn thuỳ: thuỳ sọ, thuỳ giữa, thuỳ đuôi và thuỳ phụ. Phổi phải có cả 4 thủy trên, nhưng phổi trái chỉ có thuỳ sọ và thuỳ đuôi.
Để tạo không gian cho tim thỏ, thuỳ sọ ở phổi trái thỏ nhỏ hơn rất nhiều so với phổi phải. Cơ hoành nối thuỳ đuôi với phổi và làm cho sự hô hấp dễ dàng hơn.

### Tiêu hoá
Thỏ ăn rau cỏ , củ quả, ...

### Sinh sản
Thỏ cái trưởng thành về sinh dục trung bình từ 3 đến 8 tháng tuổi và có thể thụ thai vào bất kì thời điểm nào trong năm trong suốt cuộc đời kể từ khi trưởng thành. Dù sao, sự sản sinh tinh trùng và trứng bắt đầu giảm sút sau khi thỏ đạt 3 năm tuổi. Khi giao phối, thỏ đực sẽ leo lên thỏ cái từ phía sau và đưa dương vật vào bên trong cơ thể thỏ cái và tác động nó bằng cách thúc đẩy liên tục. Sự giao phối chỉ kéo dài 20 đến 40 giây và sau khi kết thúc, thỏ đực sẽ nhảy ra sau thỏ cái.
Thai kỳ của thỏ ngắn và kéo dài từ 28 đến 36 ngày với trung bình là 31 ngày. Nếu thỏ cái có thai kỳ dài hơn thì lứa đẻ đó ít con hơn, ngược lại thai kỳ ngắn hơn sẽ cho lứa đẻ nhiều con hơn. Số lượng thỏ con trong một lứa đẻ dao động trong khoảng 4 đến 12 cho phép thỏ mẹ có thể sinh 60 thỏ con trong một năm. Sau khi sinh nở, thỏ mẹ có thể có thai sớm đến mức ngay ngày hôm sau.
Tỉ lệ tử vong của thai thỏ cao vì nguyên nhân bệnh tật, chấn thương tâm lí, dinh dưỡng kém và căng thẳng bởi môi trường vì thế nên tỉ lệ sinh cao sẽ giúp loài thỏ chống cự được sự mất mát này.

### Ngủ
Thỏ có thể thể hiện như chỉ ra ngoài hoạt động vào lúc hoàng hôn, nhưng thiên hướng của chúng là hoạt động ban đêm. Thời gian ngủ trung bình của thỏ trong tình trạng nuôi nhốt là 8,4 giờ mỗi ngày. Để đối phó với động vật săn mồi, thỏ có thể ngủ mở mắt, do đó thỏ có thể thức sau tác động bất ngờ để phản ứng lại mối nguy hiểm

### Bệnh ở thỏ
Cùng với sự nguy hiểm thỏ gặp phải từ các mầm bệnh thông thường như Bordetella bronchiseptica và Escherichia coli, thỏ còn có thể bị nhiễm bệnh từ virus đặc biệt độc như Bệnh xuất huyết ở thỏ hay bệnh nấm da ở thỏ.

## Tầm quan trọng

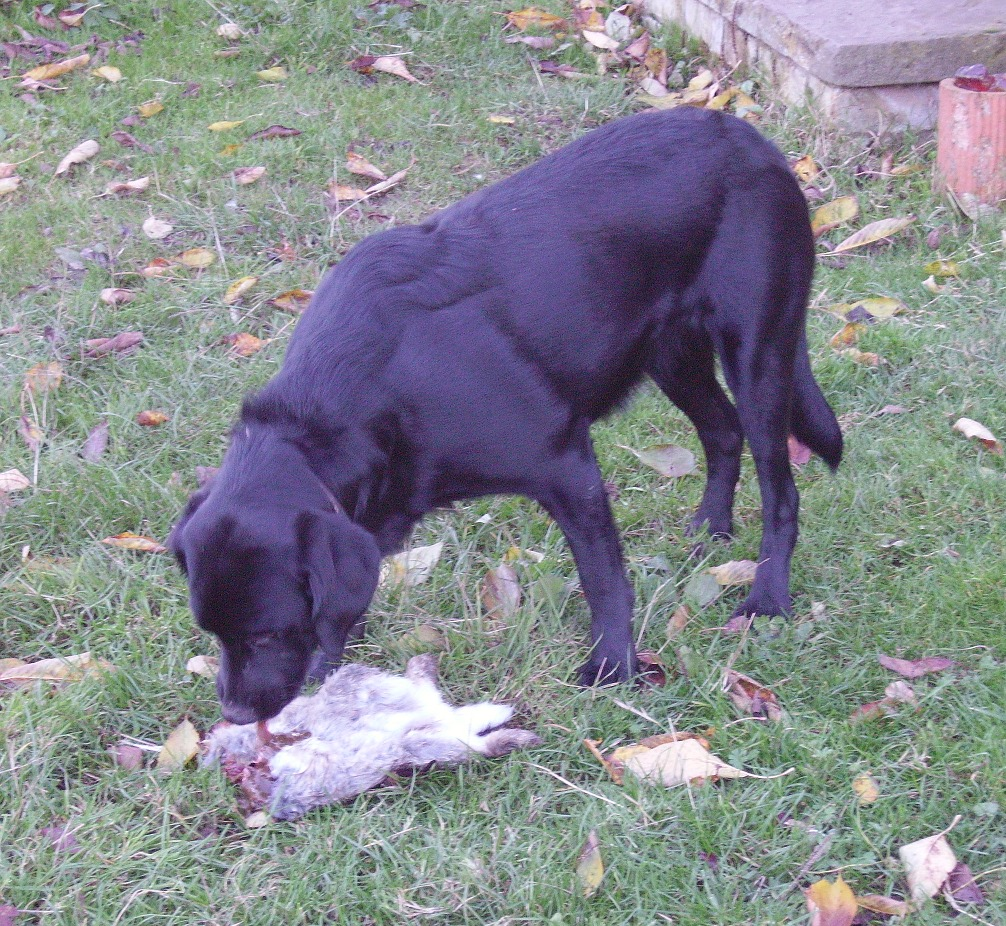
Một con chó đang ăn thịt thỏ

Loài thỏ được con người biết đến đầu tiên đó là những con thỏ châu Âu vào khoảng 1000 năm trước công nguyên bởi những người xứ Phoenician. Thỏ rừng châu Âu là loài thỏ duy nhất được thuần hóa. Thỏ vừa được xem là thú nuôi, làm thực phẩm (thịt thỏ) và cũng là những kẻ phá hoại ruộng vườn.
Thỏ vừa được săn bắn hoặc nuôi để lấy thịt. Khi thỏ rừng bị bắt để lấy thịt, người ta thường đặt bẫy, dùng súng hoặc chó săn. Ở nhiều vùng, thỏ là loài chuyên cho thịt. Một cú đánh vào gáy có thể giết chết thỏ, từ đó mà thuật ngữ rabbit punch (cú đấm vào gáy) ra đời. Da thỏ được dùng làm áo hoặc phụ kiện, như mũ hoặc khăn choàng. Ngoài ra, phân thỏ là một loại phân bón tốt, nước tiểu của chúng có nhiều nitơ giúp cây chanh phát triển tốt. Sữa thỏ có thể làm thuốc hoặc làm thức ăn giàu dinh dưỡng vì chứa nhiều protein.
Tuy nhiên, thịt thỏ có thể gây nên một số bệnh như Tularemia hoặc cúm thỏ. Ngoài ra còn 1 bệnh nữa đó là Rabbit Starvation gây ra do sự khuyết amino acid trong khẩu phần và sự giới hạn tổng hợp của con người.

## Nuôi thỏ

### Tuổi thọ
Một con thỏ nhà có thể sống tới 10 năm hoặc hơn nữa. Chúng thích ném đồ chơi lung tung và gặm nhấm trên bìa cứng. Trong một số gia đình, thỏ có thể nảy sinh sự đồng cảm với mèo và chó. Dù bị nhốt trong những cái chuồng nhỏ hẹp nhưng thỏ cũng được huấn luyện để trở thành vật nuôi tự do như chó và mèo. Nếu được nuôi trong môi trường thích hợp với chế độ ăn cân bằng, thỏ sẽ sống lâu hơn.

### Nơi ở
Việc chọn chuồng cho thỏ cũng rất quan trọng. Cần phải chú ý thông hơi cho chuồng thỏ. Những cái lồng sắt thì thích hợp hơn cho việc thông hơi và giữ vệ sinh chuồng. Tuy nhiên chuồng sắt cũng dễ làm tổn thương đến thú nuôi nếu chân của chúng bị lưới sắt cắt hoặc đạp vào đinh ở các mắt lưới hay bị những que sắt nhô ra đâm, dễ trúng mắt và gây ra các tổn hại nặng khác nếu là lồng sắt ô carô làm từ que sắt đan xen kẽ. Do đó, sàn chuồng nên có một phần được làm đặt để chân thỏ có thể nghỉ ngơi. Chuồng sắt dễ làm vệ sinh hơn chuồng gỗ. Tuy nhiên, cũng nên đặt giấy hoặc khăn lau trên nền chuồng để tránh việc chân thỏ bị tổn thương bởi dây sắt. Lót chậu nhỏ cùng cỡ dưới lống và để mùn cưa hoặc gỗ khô hay giấy báo ở trong để thỏ không đi bậy ra ngoài và dễ dọn dẹp hơn.
Trừ khi được nuôi để sinh sản, những con thỏ cái nên được cắt bỏ buồng trứng để tránh ung thư. Ngoài ra, cũng có những lợi ích đối với những con thỏ đực thiến. Nếu không, chúng vẫn đánh dấu lãnh thổ của mình bằng nước tiểu.
Thỏ khá hiếu chiến trừ khi chúng bị nhốt lại. Việc cắt bỏ buồng trứng hoặc hoạn có thể giảm bớt tính hiếu chiến của chúng. Không nên nhốt hai con thỏ ở chung chuồng với nhau trừ khi có ý định phối giống. Một con thỏ bình thường cũng có thể trở nên hung dữ nếu nhốt nó chung chuồng với một con thỏ khác. Điều này là bình thường nhưng cũng không xảy ra phổ biến lắm. Nhiều con thỏ không quan tâm hay chú ý đến việc có một con thỏ khác sống chung.
Giống như mèo, thỏ không thể thiếu móng. Thiếu lớp đệm ở lòng bàn chân nên thỏ cần có móng để giữ thăng bằng; tháo bỏ móng của thỏ sẽ làm cho chúng không thể đứng, bị khuyết tật vĩnh viễn.

Thỏ nuôi làm thú cảnh

Nếu được chăm sóc tốt, thỏ sẽ trở nên thân thiện và vui vẻ. Thỏ được nuôi làm thú cưng trong nhà lẫn ngoài vườn trên toàn thế giới. Sống trong nhà thỏ sẽ được an toàn hơn (nếu không kể đến những dây cáp và dây điện), tránh khỏi những con thú ăn thịt, ký sinh gây bệnh và sự thay đổi nhiệt độ đột ngột. Thỏ nuôi ở ngoài phải có hang được trang bị và sưởi ấm vào mùa đông, che mát vào mùa hè. Những con thỏ nhà thì thích hợp với nhiệt độ trong khoảng 10-25 độ C (50-70 độ F) và không thể chịu đựng lâu được ở 32 độ C (khoảng 90 độ F) nếu không có bóng râm, quạt hay nước lạnh.

### Thức ăn
Cho thỏ uống nước sạch đầy đủ và cho ăn nhiều cỏ khô hàng ngày. Những loại rau cỏ màu xanh lục đậm và nhiều lá như rau diếp, cải, cây mù tạt, bắp cải xanh, cây cải xoăn, rau mùi tây, cây bồ công anh, rau muống và cây húng quế... rất tốt cho thỏ. Cà rốt và trái cây thì nên cho ít hơn (khoảng 1 muỗng canh ứng với 1 pound cân nặng của thỏ, với tần suất 2 ngày/lần) vì loại thực phẩm này rất nhiều đường. Những loại rau củ nhiều bột như khoai tây và khoai lang cũng nên tránh. Khi cho thỏ ăn, nên bắt đầu với một loại rau nhất định, sau đó mới tăng thêm nhiều loại khác, cho đến khi thỏ đã quen với ba loại rau trở lên, việc cho nó ăn nhiều loại hơn nữa sẽ khiến nó thích thú. Khi bắt đầu cho thỏ ăn rau cỏ, nên cho chúng ăn kèm với cỏ đuôi mèo hay yến mạch hàng ngày.
Khi lựa chọn những túi thức ăn bán sẵn cho thỏ, nên chọn những loại không có hạt (nuts) vì hạt chứa nhiều chất béo hơn so với chất béo mà thỏ có thể dễ dàng chuyển hóa, gây ra những vấn đề về sức khỏe như gan nhiễm mỡ. Hạt thường được dùng làm thức ăn cho loài gặm nhấm, vì thỏ không thuộc loài gặm nhắm nên lại thức ăn này cần phải tránh.
Thức ăn dạng viên (pellet) có thể cho ăn mỗi ngày với lượng khoảng 1 ounce (28,35g) ứng với 1 pound (khoảng 450g) cân nặng của thỏ. Tuy nhiên, thức ăn dạng viên chỉ nên được cung cấp như một loại thực phẩm phụ vì thức ăn dạng viên có thể gây cho thỏ bệnh về răng. Việc nhai cỏ khô hàng ngày sẽ giúp mài mòn răng cửa của thỏ (răng cửa thỏ mọc dài liên tục như bộ gặm nhắm). Thức ăn dạng viên chỉ nên dùng cho thỏ nuôi lấy thịt vì nó giúp tăng trọng đáng kể. Khi thỏ ăn thức ăn viên, nó không cần cho ăn thêm muối khoáng khi thức ăn viên có hàm lượng muối khá cao; nhưng nói chung, hàm lượng muối không ảnh hưởng gì đến sức khỏe của thỏ.
Thỏ không thể nôn. Vì vậy nên một khi thức ăn bị ứ đọng ở trong ruột (gây ra bởi một chế độ ăn không đủ chất xơ), hội chứng tắc ngẽn đường ruột nguy hiểm đến tính mạng sẽ xảy ra.
Những con thỏ nhà cần được khám hàng ngày để tránh những bệnh truyền nhiễm và những bệnh phát triển nhanh. Mắt thỏ phải được giữ sạch, tai và mọi bộ phận khác cũng vậy. Răng không được để quá dài nếu không sẽ rất khó ăn. Tuy nhiên, không được tự ý mài hay dũa răng của thỏ, tốt nhất là nên tìm lời khuyên ở bác sĩ thú y. Nếu thật sự được cắt bớt răng cho thỏ thì không nên lo ngại, đó sẽ là một phương pháp tự nhiên vì sau lần đầu tiên mài bớt răng thỏ, người ta sẽ làm việc đó đều đặn hơn. một cái răng thỏ có thể dài ra 5 inch(khoảng 2,54 cm)/năm nếu chúng không bị mài mòn để bảo vệ cho sức khỏe của thỏ. Cắt bớt răng thỏ là phương pháp cuối cùng có thể sử dụng. Để đảm bảo độ dài răng thỏ, ta có thể cho chúng nhai cỏ yến mạch hoặc đồ chơi gỗ. Râu thỏ là 1 cơ quan cảm giác không nên cắt bỏ.
Việc ôm hay bắt thỏ phải được các chuyên gia hay những người nuôi thỏ hướng dẫn. Không bao giờ được nhấc thỏ lên bằng cách nắm tai. Khi giữ thỏ, phải chắc chắn rằng 4 chân nó cũng đã được giữ lại để tránh bị đá. Nếu thỏ cố đá quá mạnh sẽ gãy lưng nó. Một lời khuyên hữu ích là nên bắt thỏ bằng cách hớt nhẹ nó, để đầu nó vào khuỷu tay. Nên chú ý rằng việc bịt mắt thỏ cũng làm cho nó yên lòng hơn vì không thấy gì sẽ khiến thỏ an tâm và thấy an toàn.
Ở nước Mỹ, hiệp hội chăn nuôi thỏ (ARBA) là một nguồn cung cấp vật nuôi kiểng và giống thương mại có giá trị. ARBA xác nhận có 47 giống thỏ nhà khác nhau, Trianta và Mini Satin là 2 giống được thừa nhận gần nhất vào năm 2006. Ở Vương quốc Anh, Hội đồng thỏ Anh cũng cung cấp những thông tin có giá trị.

## Sinh thái học
Thỏ là động vật bị săn mồi nên chúng luôn luôn phải nhận thức về môi trường xung quanh. Ví dụ, ở vùng ven Địa Trung Hải của Châu Âu, thỏ là đối tượng bị săn đuổi chính của cáo đỏ, lửng và mèo rừng Iberia. Khi phải đối mặt với mối đe doạ tiềm tàng, thỏ sẽ tỏ cảm giác sợ hãi và quan sát sau đó báo động cho đồng loại bằng cách dậm mạnh xuống nền đất. Thỏ có tầm nhìn đặc biệt rộng, và tác dụng tốt của nó là bao quát vật thể cao hơn mặt đất. Thỏ tránh khỏi bị săn bắt bằng cách đào hang dưới đất, nhảy liên tục theo đường dích dắc, và nếu bị bắt, thỏ sẽ tung cú đá mạnh bằng chân sau. Hàm răng khoẻ cho phép thỏ ăn và cắn kẻ thù để chạy thoát. Con thỏ sống lâu nhất được ghi nhận là một con thỏ nhà thuộc loài thỏ châu Âu sống ở đảo Tasmania, Úc qua đời năm 18 tuổi. Vòng đời của thỏ ngắn hơn ở trên nhiều, ví dụ thời gian sống trung bình của thỏ đuôi bông Bắc Mĩ chỉ ngắn hơn một năm. 

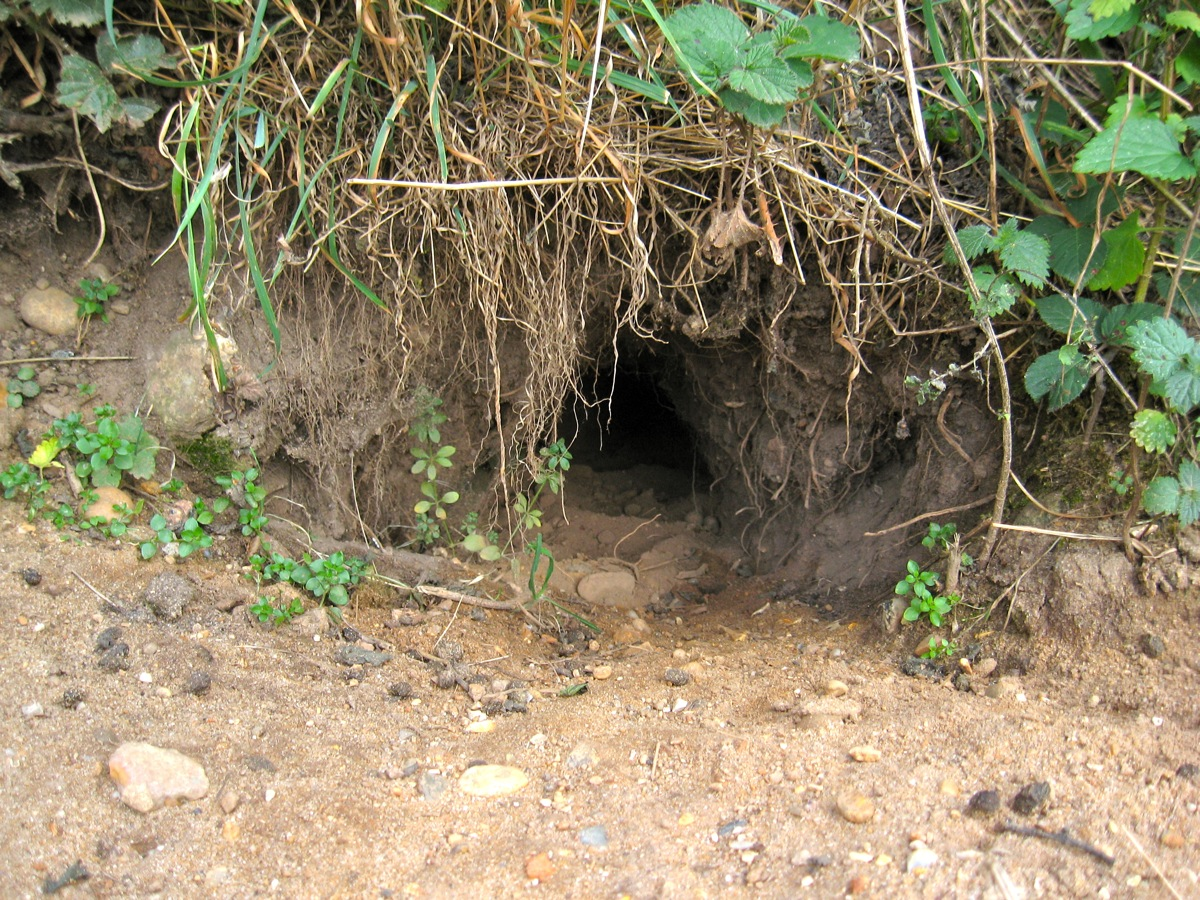
Lối vào hang thỏ

### Phân bố
Môi trường sống hoang dã của thỏ khá đa dạng, bao gồm: thảo điền, rừng thưa, rừng rậm, thảo nguyên, sa mạc và đất ngập nước. Thỏ sống theo đàn, và loài được biết tới nhiều nhất, thỏ Châu Âu sống trong hang thỏ.
Hơn một nửa số cá thể thỏ trên toàn thế giới sống tại Bắc Mỹ Thỏ cũng có nguồn gốc bản địa tại Tây Nam Châu Âu, Đông Nam Á, một số đảo ở Nhật Bản, một phần Châu Phi và Nam Mỹ. Thỏ không được tìm thấy ngoài tự nhiên trên phần lớn lục địa Á-Âu, nơi mà một số thỏ rừng là đại diện. Thỏ nhà được du nhập vào Nam Mỹ gần đây, trong một phần của Đại chuyển giao châu Mĩ. Phần lớn lục địa này chỉ có một loài thỏ, đó là thỏ Tapeti, trong khi phần lớn Nón Nam của nó không có thỏ.
Thỏ Châu Âu đã được giới thiệu đến nhiều nơi trên khắp thế giới.

### Ảnh hưởng môi trường

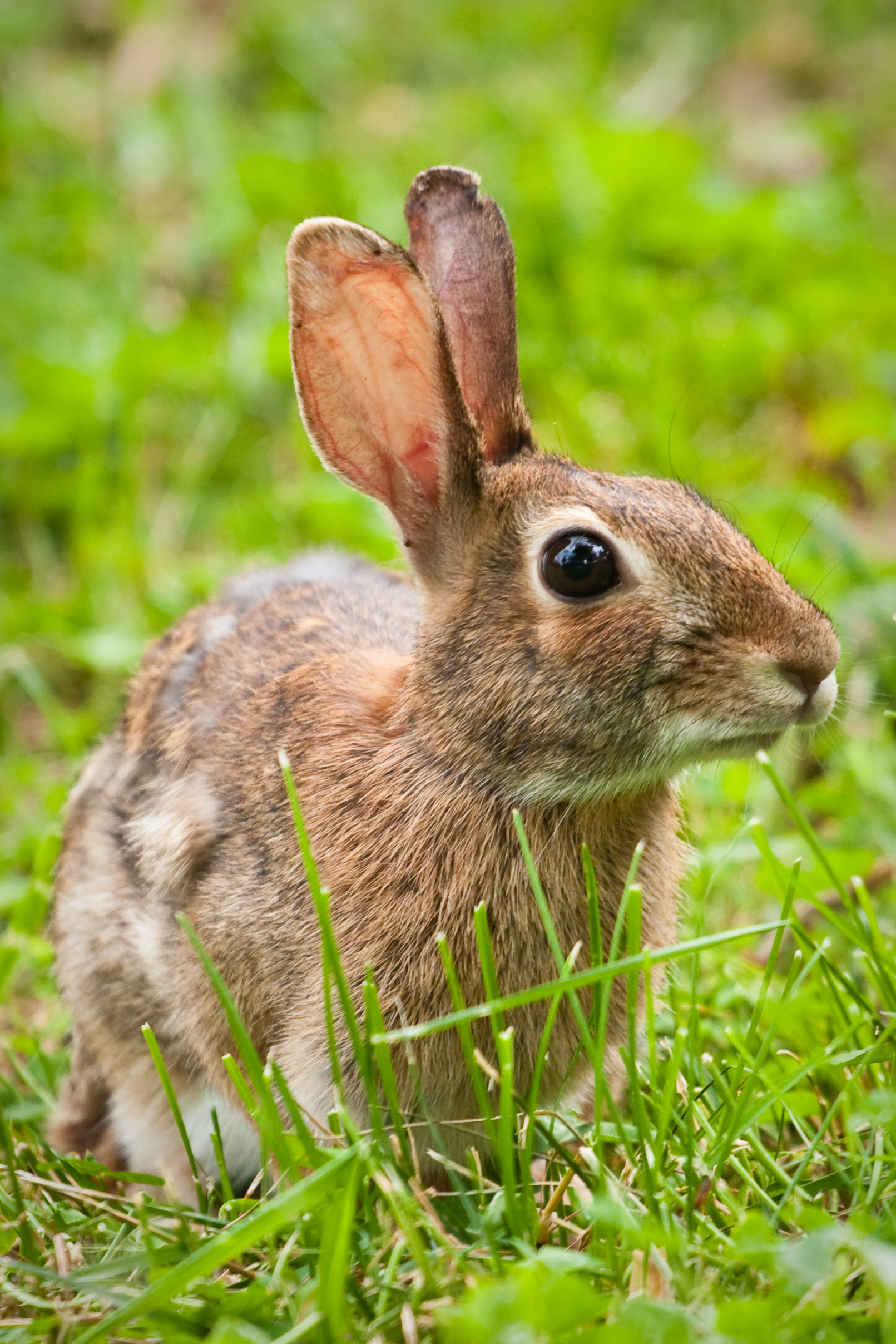
Một con thỏ

Loài thỏ hoang cũng là nguồn gốc cho những vấn nạn về môi trường đối với con người. Chúng gây nguy hại cho nền nông nghiệp. Hun khói, lập rào, săn bắn, đánh bẫy và tìm kiếm là những phương pháp hạn chế sự gia tăng số lượng thỏ; nhưng biện pháp hiệu quả nhất là dịch bệnh như bệnh u nhầy ở thỏ hay bệnh cacilivirus. Ở châu Âu, thỏ được nuôi trong trang trại và được bảo vệ để chống lại các bệnh nói trên. Thỏ Úc thì lại bị xem là động vật có hại và các chủ trang trại phải kiểm soát chúng rất kỹ lưỡng.

## Trong văn hoá
Thỏ cũng được biết đến trong văn hóa như thỏ Phục Sinh thường gắn liền với ngày lễ Phục Sinh.

## Trong các tác phẩm văn học, phim ảnh
- Series phim truyền hình Bunnicula
- Bunnicula (tiểu thuyết dành cho trẻ em bởi James và Deborah Howe)